# Hallebardier

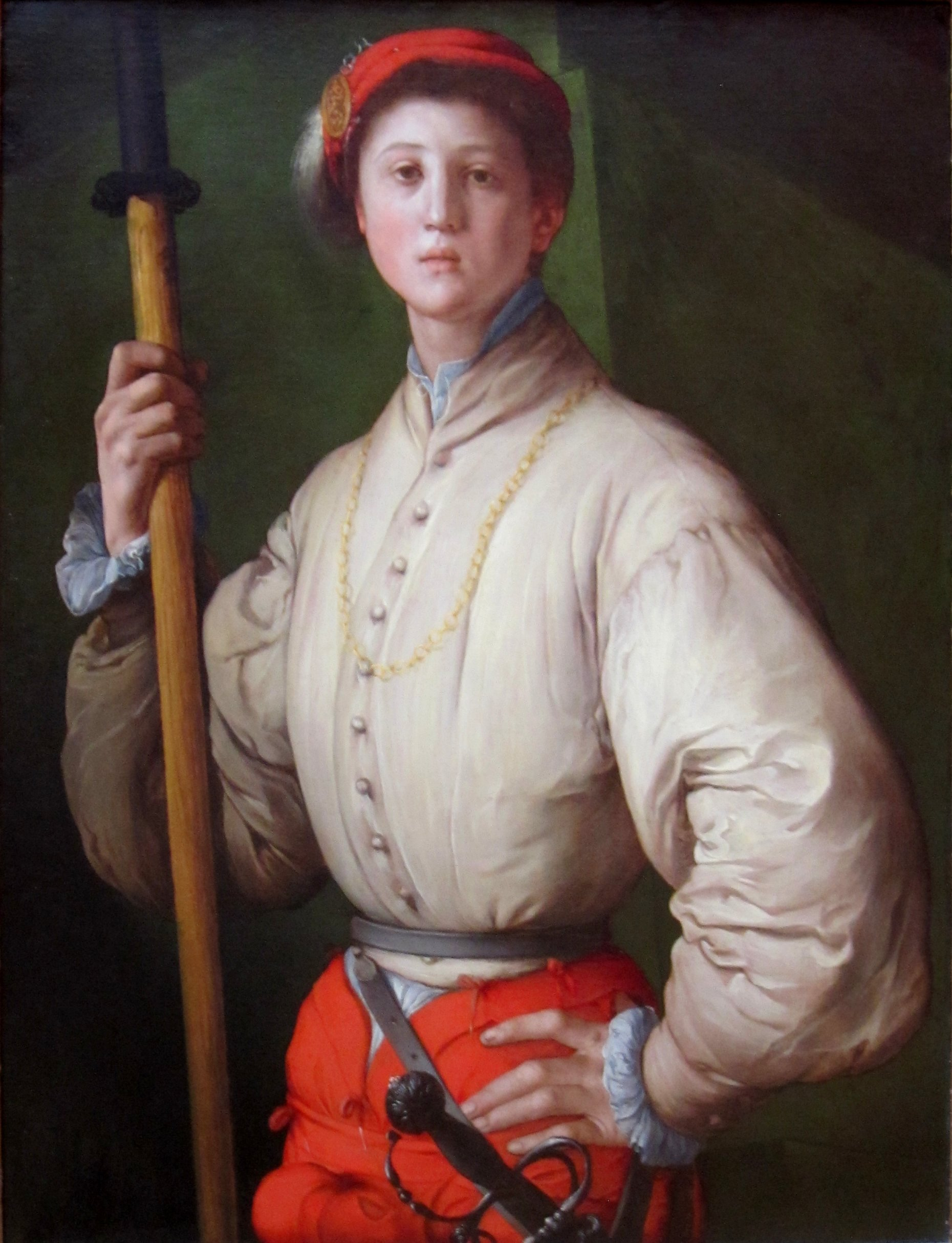
Portrait d'un hallebardier (1529-1530), Pontormo, J. Paul Getty Museum (Los Angeles).

Un hallebardier est un militaire, fantassin, dont l'arme principale est la hallebarde. L'association des hallebardiers et des piquiers a été la base des armées européennes du Bas Moyen Âge et de la Renaissance.

## Le corps militaire
À la fin du Moyen Âge, la rapine est de mise sur les terrains d'opérations, la soldatesque étant sous-rémunérée. Des corps militairement structurés, dont des hallebardiers, se désolidarisent vers la fin du XVIe siècle des pouvoirs féodaux et optent en fin de cause pour le mercenariat, afin de conserver leur honneur et ne pas piller.
Les hallebardiers sont reconnus pour leur bravoure sur le terrain. Fantassins, leur arme leur permet de :
- S'opposer à la cavalerie, en désarçonnant les cavaliers et en les dissuadant d'effectuer une charge
- Combattre l'infanterie

Ceci leur est possible grâce à leur arme, la hallebarde, qui permet par sa taille l'estoc et la taille. Apparue en Suisse au XIVe siècle, elle se répand progressivement dans l'ensemble des armées d'Europe au siècle suivant. La hallebarde est l'aboutissement d'une transformation progressive d'armes agricoles en armes de guerre. Parmi les ancêtres de la hallebarde, on peut compter la vouge.

## Les hallebardiers en France
Au printemps de 1480, Louis XI réunit en Picardie 10 000 aventuriers et 2 500 pionniers, destinés à remplacer la milice des francs-archers et à être entretenus d'une manière permanente.

Ce sont les bandes françaises, une nouvelle infanterie commandée Philippe de Crèvecœur, sire d'Esquerdes, copiées sur le modèle des bandes suisses, composées de hallebardiers et de piquiers.
Au XVIIe siècle, Mons fut assiégée par les troupes françaises de Louis XIV.
C'est à cette époque que des régiments de Suisses se mirent au service de la France sous les noms de « Régiments Suisses au service de la France », « Cent-Suisses » et « Gardes suisses ». Dans les faits, il s'agissait de hallebardiers.
Ces troupes étaient chargées de la protection du roi, de la garde de ses palais et étaient dépositaires des sceaux du roi et gardiennes des joyaux de la Couronne de France. Leur devise, inscrite sur leur drapeau, était « ea est fiducia gentis », « telle est la fidélité de ceux de cette nation ». Une fois « en ville », le roi avait pour habitude de mettre une partie de ses gardes au service de la ville (afin d'éviter les vols dans les églises, etc.).
Le hallebardier était réputé extrêmement dévoué, au caractère entier.
La hallebarde sera supplantée par d'autres armes et, jusqu'à la fin de l'Ancien Régime, ne subsisteront plus que des unités payées par l'Église pour défendre les biens religieux.

### Universités
Au Moyen Âge, les hallebardiers désignaient également des juristes universitaires encore étudiants autorisés à dispenser les Institutes. Jacques Cujas occupera cette fonction à l'Université de Toulouse de 1547 à 1554 ainsi qu'Arnaud du Ferrier de 1537 à 1547, lui aussi à Toulouse.

## Les hallebardiers aujourd'hui

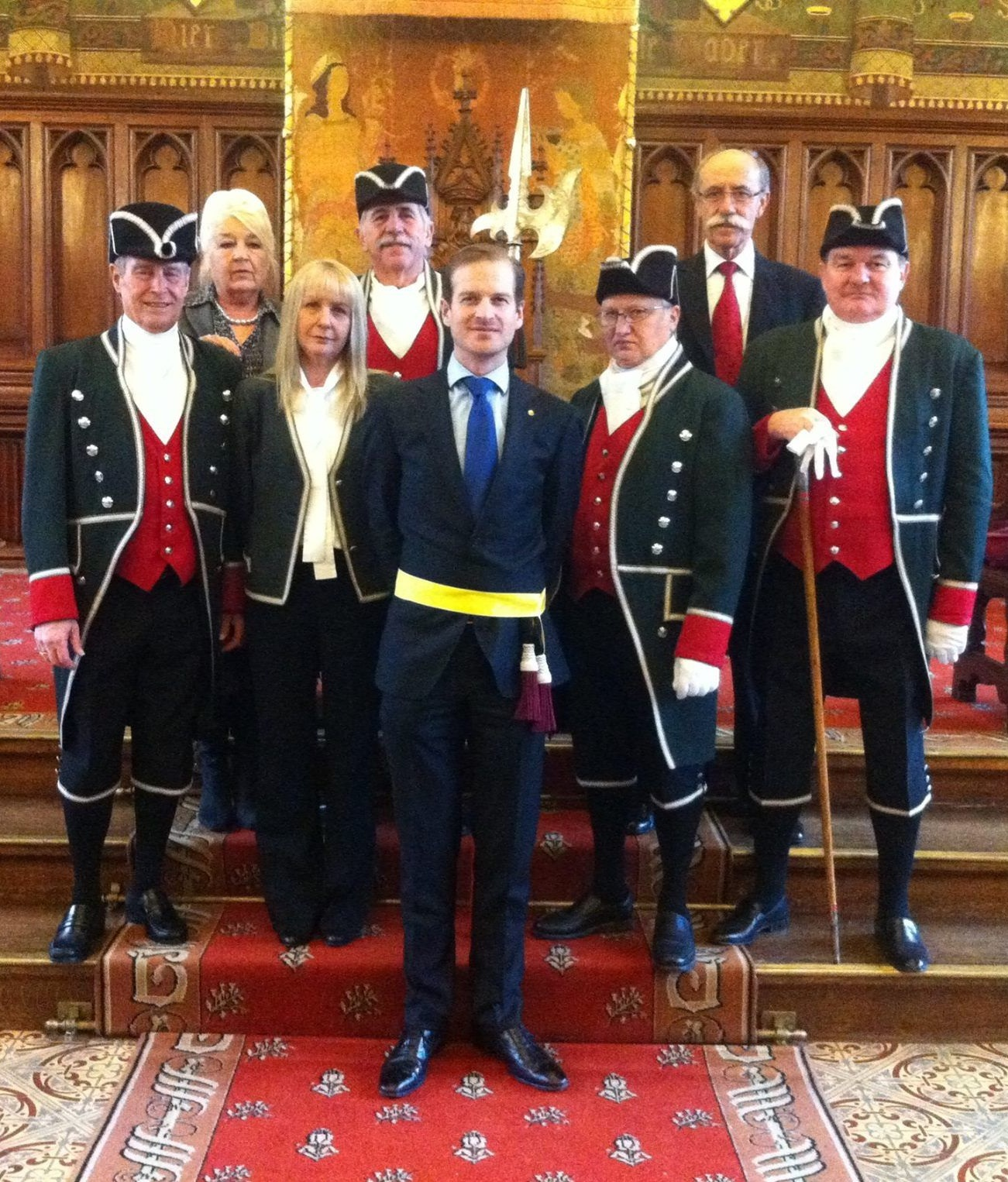
Les hallebardiers de la salle des mariages de Bruxelles avec l'échevin de l'état-civil, Geoffroy Coomans.

La hallebarde étant devenue à partir du XVIIIe siècle une arme d'apparat pour la garde, on ne rencontre plus aujourd'hui de hallebardiers qu'au sein de la Garde suisse pontificale au Vatican, de la Garde royale espagnole et des Yeomen Warders (le corps de garde de la tour de Londres), ainsi qu'en Belgique.